# I RAVE U feat. DJ OZMA
I RAVE U feat. DJ OZMAは日本の音楽グループ、ravexのファーストシングルである。

## 解説
- ravex初のシングルはavexに移籍したばかりのDJ OZMAをフィーチャーしている。
- カップリングの『HOUSE NATION feat. LISA』では元m-floのLISAをフィーチャーしている。
- ジャケット写真には手塚治虫のキャラクターであるヒョウタンツギが描かれている。
- また『I RAVE U feat. DJ OZMA』は2008年11月19日に先行で配信されている。カップリングの『HOUSE NATION feat. LISA』も2008年9月3日に先行配信されている。
- またこの曲は両A面シングルとして扱われている。
- 10月22日に配信された『1 more night feat. MONKEY MAJIK』は未収録である。
- このシングルが発売されて1週間後にアナログ盤がリリースされる。
- さらに『DJ OZMA』がavexに移籍して最初のシングル『MASURAO』に大沢伸一と田中知之(Fantastic Plastic Machine)のリミックスが収録されている。(DJ OZMAの楽曲で初のリミックス)

## CD
1. I RAVE U feat. DJ OZMA
  - 全国カラオケ事業者協会推薦宴会ソング
2. HOUSE NATION feat. LISA (Sony Ericsson W64S CMタイアップソング)
  - Sony Ericsson W64S CMタイアップソング
3. I RAVE U feat. DJ OZMA (延長バージョン)
4. I RAVE U
  - ravexが最初に配信した曲、Maximizor｢Can’t Undo This!!｣をカヴァーした曲
5. I RAVE U feat. DJ OZMA (カラオケ)

## DVD
1. I RAVE U feat. DJ OZMA -music clip-
  - PVではDJ OZMAが出演、最強の宴会ソング!となっている。
2. I RAVE U feat. DJ OZMA -宴会用振り付けビデオ(男編)-
3. I RAVE U feat. DJ OZMA -宴会用振り付けビデオ(女編)-
4. I RAVE U feat. DJ OZMA -宴会用振り付けビデオ(男女編)-

## 本作のパロディー点
本作の歌詞やPVには、物事を連想させるネタが含まれている。
歌詞
- 水曜はどうでしょう？ → 水曜どうでしょう
- 熱い！ヤバい！間違いない！ → スーパーフリー事件
- ナナナ　ナナナ　ナナナ → アゲ♂アゲ♂EVERY☆騎士

DJ OZMAのセルフパロディー。また、PVではOZMAとバックダンサーが同曲PVと同じ動きをしている。
PV
- 学校で先生に怒られた → ごくせん

バックダンサーがお下げ髪に赤いジャージという、主人公ヤンクミこと山口久美子と同じ姿。
また、PVではDJ OZMA自身が起こした紅白歌合戦の不祥事もネタにされている。PV序盤で「第1回　DJ OZMA 年末歌合戦」という看板がアップで登場し、以降はその看板が掲げられたステージでOZMA達が歌い続ける。中盤のビープ音で隠された「○○○に怒られた」の部分では裸スーツを着たダンサーがパンツを下ろすという、不祥事そのままの行為をしている。また「○○○」はよく聞くと終わりの「K（ケー）」が聞き取れ、NHKを髣髴とさせる。このため、不祥事の時同様に新聞やワイドショー等で取り上げられた。